# Trentino-Alto Adige/Südtirol vasútállomásainak listája

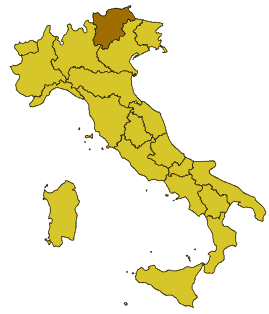
Trentino-Alto Adige/Südtirol elhelyezkedése Olaszországban

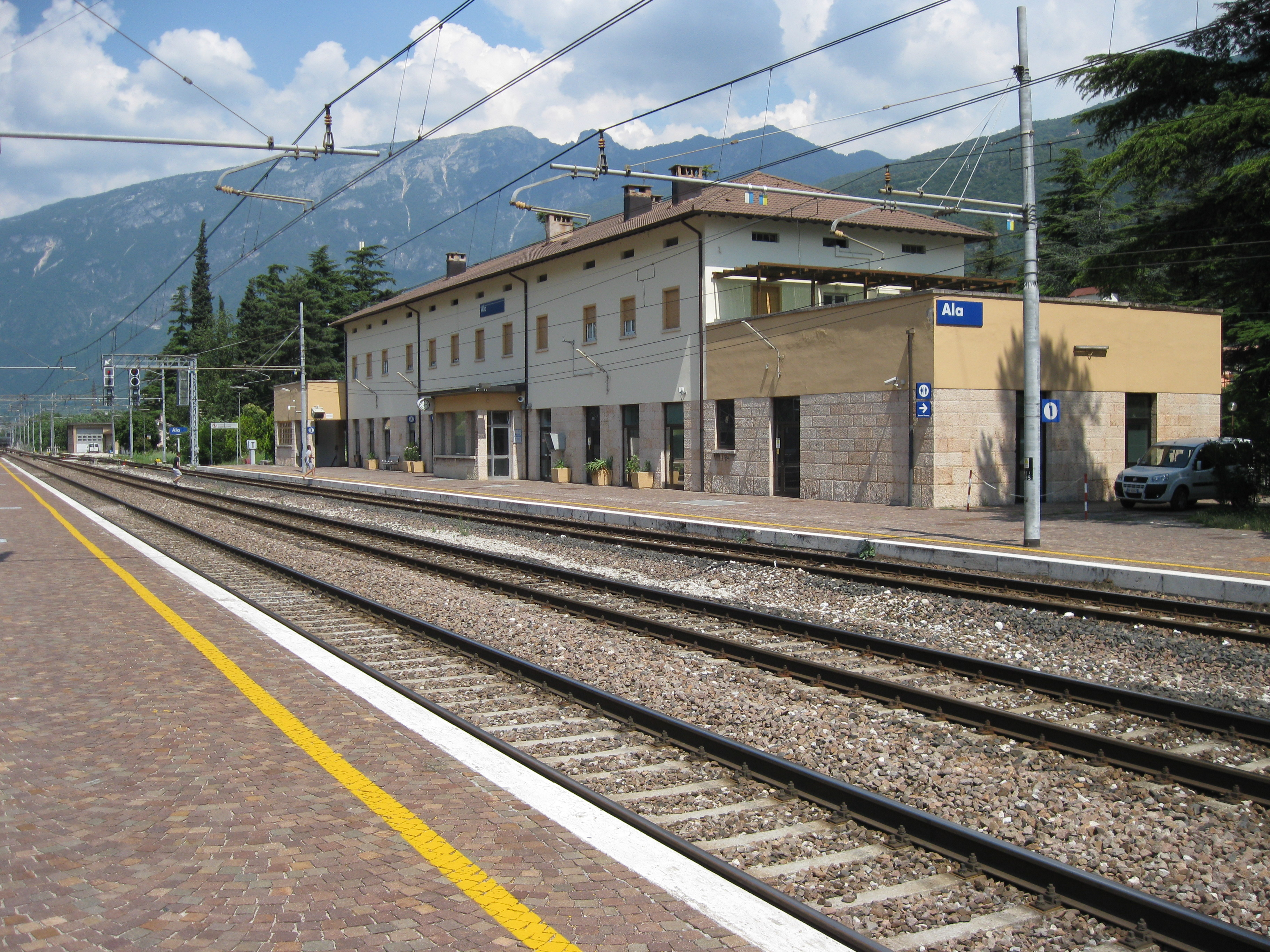
Stazione di Ala

Ez a lista az olasz Trentino-Alto Adige régió (németül: Südtirol) vasútállomásait sorolja fel ábécé sorrendben.

## A lista
| Állomás neve                                       | Cím                                     | Közigazgatási egység        | Megye | Hálózat       | Kategória |
| -------------------------------------------------- | --------------------------------------- | --------------------------- | ----- | ------------- | --------- |
| Stazione di Ala                                    | Piazzale Della Repubblica, 9            | Ala                         | TN    | RFI           | ezüst     |
| Stazione di Avio                                   | Via G. Cantore                          | Avia                        | TN    | RFI           | bronz     |
| Stazione di Bolzano Bozen                          | Via Garibaldi, 3                        | Bolzano                     | BZ    | Centostazioni | arany     |
| Stazione di Bolzano Casanova Bozen Kaiserau        | via Andreina Emeri                      | Bolzano                     | BZ    | RFI           | bronz     |
| Stazione di Bolzano Sud Bozen Süd                  | Piazza Fiera                            | Bolzano                     | BZ    | RFI           | ezüst     |
| Stazione di Borghetto sull’Adige                   | Via XXVII Maggio                        | Avia                        | TN    | RFI           | bronz     |
| Stazione di Borgo Valsugana Centro                 | Piazza Bordignon, 2/Via Hippoliti, 16/B | Borgo Valsugana             | TN    | RFI           | ezüst     |
| Stazione di Borgo Valsugana Est                    | VIA HIPPOLITI 16/B                      | Borgo Valsugana             | TN    | RFI           | ezüst     |
| Stazione di Brennero Brenner                       | Via Karl Von Etzel, 7                   | Brennero                    | BZ    | RFI           | ezüst     |
| Stazione di Bressanone Brixen                      | Piazzale Stazione, 21                   | Bressanone                  | BZ    | RFI           | ezüst     |
| Stazione di Bronzolo                               | Via Stazione, 57                        | Bronzolo                    | BZ    | RFI           | ezüst     |
| Stazione di Brunico Bruneck                        | Via Europa, 1                           | Bruneck                     | BZ    | RFI           | ezüst     |
| Stazione di Brunico Nord Bruneck Nord              |                                         | Bruneck                     | BZ    | RFI           | bronz     |
| Stazione di Calceranica                            | Via Dodegani, 20                        | Calceranica al Lago         | TN    | RFI           | bronz     |
| Stazione di Caldonazzo                             | Viale Stazione, 1                       | Caldonazzo                  | TN    | RFI           | bronz     |
| Stazione di Campo di Trens Freienfeld              | Frazione Trens                          | Campo di Trens              | BZ    | RFI           | bronz     |
| Stazione di Casteldarne Ehrenburg                  | Via Stazione                            | Chienes                     | BZ    | RFI           | bronz     |
| Stazione di Chiusa Klausen                         | Via Stazione, 22                        | Chiusa                      | BZ    | RFI           | ezüst     |
| Stazione di Colle Isarco Gossensass                | Via Fleres, 11                          | Brennero                    | BZ    | RFI           | bronz     |
| Stazione di Dobbiaco Toblach                       | Via Stazione                            | Dobbiaco                    | BZ    | RFI           | ezüst     |
| Stazione di Egna-Termeno Neumarkt-Tramin           | Via Stazione, 17                        | Egna                        | BZ    | RFI           | ezüst     |
| Stazione di Fortezza Franzensfeste                 | Piazza Stazione, 3                      | Fortezza                    | BZ    | RFI           | ezüst     |
| Stazione di Gargazzone Gargazon                    | Via Stazione                            | Gargazzone                  | BZ    | RFI           | bronz     |
| Stazione di Grigno                                 | Via Stazione                            | Grigno                      | TN    | RFI           | bronz     |
| Stazione di Laives Leifers                         | Via Stazione                            | Laives                      | BZ    | RFI           | ezüst     |
| Stazione di Lana-Postal Lana-Burgstall             | Piazza Stazione, 18                     | Lana                        | BZ    | RFI           | ezüst     |
| Stazione di Lavis                                  | Via Stazione                            | Lavis                       | TN    | RFI           | bronz     |
| Stazione di Levico Terme                           | Piazza Stazione                         | Levico                      | TN    | RFI           | ezüst     |
| Stazione di Magrè-Cortaccia Margreid-Kurtatsch     | Via Stazione, 71                        | Magrè sulla Strada del Vino | BZ    | RFI           | bronz     |
| Stazione di Merano Meran                           | Piazza Stazione, 1                      | Merano                      | BZ    | RFI           | ezüst     |
| Stazione di Merano-Maia Bassa Meran-Untermais      | Via Palade, 11                          | Merano                      | BZ    | RFI           | ezüst     |
| Stazione di Mezzocorona                            | Piazza Trento, 20                       | Mezzocorona                 | TN    | RFI           | ezüst     |
| Stazione di Monguelfo-Valle di Casies Welsberg     | Via Stazione                            | Monguelfo                   | BZ    | RFI           | ezüst     |
| Stazione di Mori                                   | Via alla Stazione                       | Mori                        | TN    | RFI           | ezüst     |
| Stazione di Ora Auer                               | Piazzale Stazione, 106                  | Ora                         | BZ    | RFI           | ezüst     |
| Stazione di Perca-Plan de Corones Percha-Kronplatz | Via Stazione                            | Perca                       | BZ    | RFI           | bronz     |
| Stazione di Pergine                                | Piazza Stazione                         | Pergine                     | TN    | RFI           | ezüst     |
| Stazione di Ponte d’Adige Sigmundskron             | Lungoadige, 3                           | Bolzano                     | BZ    | RFI           | bronz     |
| Stazione di Ponte Gardena-Laion Waidbruck-Lajen    | Viale Novale, 5                         | Ponte Gardena               | BZ    | RFI           | ezüst     |
| Stazione di Povo-Mesiano                           | Via Cascata, 1                          | Trento                      | TN    | RFI           | bronz     |
| Stazione di Rio di Pusteria Mühlbach               | Via Stazione, 1                         | Rio di Pusteria             | BZ    | RFI           | bronz     |
| Stazione di Roncegno Bagni-Marter                  | Via Nazionale, 28                       | Roncegno                    | TN    | RFI           | bronz     |
| Stazione di Rovereto                               | Piazzale Orsi, 10                       | Rovereto                    | TN    | Centostazioni | arany     |
| Stazione di San Candido Innichen                   | Via Stazione, 1                         | San Candido                 | BZ    | RFI           | ezüst     |
| Stazione di San Cristoforo al Lago-Ischia          | Via Stazione, 5                         | Pergine                     | TN    | RFI           | bronz     |
| Stazione di San Lorenzo St.Lorenzen                | Via Stazione                            | San Lorenzo di Sebato       | BZ    | RFI           | bronz     |
| Stazione di Salorno Salurn                         | Via Stazione, 45                        | Salorno                     | BZ    | RFI           | ezüst     |
| Stazione di Serravalle all’Adige                   | Corso G. Cantone, 30                    | Ala                         | TN    | RFI           | bronz     |
| Stazione di Settequerce Siebeneich                 | Via Stazione                            | Terlano                     | BZ    | RFI           | bronz     |
| Stazione di Strigno                                | Piazza Stazione                         | Villa Agnedo                | TN    | RFI           | bronz     |
| Stazione di Terlano-Andriano Terlan-Andrian        | Piazza Dott. Weiser, 5                  | Terlano                     | BZ    | RFI           | bronz     |
| Stazione di Tezze di Grigno                        | Via Fabio Filzi, 3/C                    | Grigno                      | TN    | RFI           | bronz     |
| Stazione di Trento                                 | Piazza Dante, 1                         | Trento                      | TN    | Centostazioni | arany     |
| Stazione di Trento San Bartolameo                  | Località Masi S. Bartolameo             | Trento                      | TN    | RFI           | bronz     |
| Stazione di Trento Santa Chiara                    | Via Gocciadoro                          | Trento                      | TN    | RFI           | bronz     |
| Stazione di Valdaora-Anterselva Olang-Antholz      | Via Stazione, 1                         | Valdaora                    | BZ    | RFI           | bronz     |
| Stazione di Vandoies Vintl                         | Via Stazione                            | Vandoies                    | BZ    | RFI           | bronz     |
| Stazione di Villabassa-Braies Niederdorf-Prags     | Via Stazione                            | Villabassa                  | BZ    | RFI           | bronz     |
| Stazione di Villazzano                             | Via Banala, 15                          | Trento                      | TN    | RFI           | ezüst     |
| Stazione di Vilpiano-Nalles Vilpian-Nals           | Via Sigmund Schwarz, 8                  | Terlano                     | BZ    | RFI           | bronz     |
| Stazione di Vipiteno-Val di Vizze Sterzing-Pfitsch | Via Della Frana, 6                      | Vipiteno                    | BZ    | RFI           | ezüst     |